# 塞居斯
塞居斯（法語：Ségus，法語發音：[seɡys]）是法国上比利牛斯省的一个市镇，属于阿热莱斯加佐斯特区。

## 地理
塞居斯（43°4'11"N, 0°4'36"W）面积10.72 平方千米，位于法国奧克西塔尼大區上比利牛斯省，该省份为法国西南部内陆省份，北至热尔省，西接大西洋比利牛斯省，南与西班牙接壤，东临上加龙省。
与塞居斯接壤的市镇（或旧市镇、城区）包括：盧爾德、奥梅克斯、奥桑、乌祖、圣佩德比戈尔、萨勒。
塞居斯的时区为UTC+01:00、UTC+02:00（夏令时）。

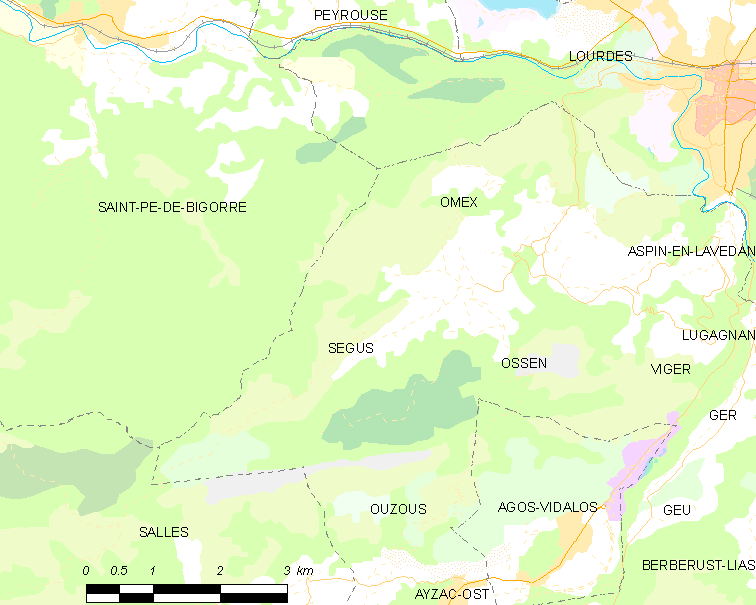
塞居斯的OSM定位图

## 行政
塞居斯的邮政编码为65100，INSEE市镇编码为65415。

## 政治
塞居斯所属的省级选区为卢尔德第一县。

## 人口

1962-2008年间塞居斯人口变化图示

塞居斯于2022年1月1日时的人口数量为259人。